# René Benoît (religieux)
Pour les articles homonymes, voir Benoist, Benoît et René Benoît.
René Benoît ou René Benoist (né à Savennières, près d'Angers en 1521, mort à Paris le 7 mars 1608) est un religieux angevin, confesseur et intime du roi Henri IV qui fut évêque désigné de Troyes de 1593 à 1604.

## Biographie
Angevin d'origine, il est ordonné prêtre en 1551. Il fait partie de la suite de Marie Stuart qu'il accompagne en Écosse, il est nommé curé de Saint-Eustache en 1569, et acquiert une telle influence sur les paroissiens et les marchands des halles au milieu desquels était située son église, qu'il fut surnommé le « Pape des Halles ».
En 1564 parut chez le libraire parisien Nicolas Chesnay une bible bilingue (latine avec traduction française), « par M. René Benoist, Angevin, Docteur Régent en la faculté de Théologie à Paris ».
En 1578, il fit imprimer une requête afin d'obtenir des secours pour l'achèvement de son église. Commencée en 1532, elle n'avait pu être terminée, et Benoist lui-même n'avait pas encore entrepris de travaux malgré la « plus grande affluence de peuple qu'en aucune église paroissiale de la France et paraventure de la chrétienté ». La lettre obtint sans doute quelque somme d'argent, car on construisit à cette époque plusieurs piliers de la nef et plusieurs autres fenêtres. Il est aussi l'auteur de deux traités sur la sorcellerie, associés à l'ouvrage de Pierre Massé De l'Imposture et Tromperie des Diables. L'éditeur de ces traités parait avoir été un certain Jean de Laillée.
En 1566, il fit imprimer une traduction française de la Bible qui fut accusée de calvinisme. Il fut en conséquence exclu de la Faculté de théologie ; la censure fut ratifiée par Grégoire XIII. Lorsque les Seize furent maîtres de Paris, il se retira dans le camp de Henri IV. Choisi par ce prince pour confesseur, il travailla à sa conversion. Henri IV le désigne pour l'évêché de Troyes en 1593 , mais les Ligueurs lui firent refuser ses bulles et il doit renoncer définitivement à ce siège épiscopal en faveur de René Breslay en 1604.

## Œuvres
- Du Bastiment des Temples Materiels, pour l'exercice et profession de la religion, a l'honneur, gloire, & exaltation du tres-hault & tres-sainct, nom du Dieu vivant, tou-puissant & eternel. A Tres-Chrestienne Princesse, Catherine de Médicis, mere du Roy, & à tous autres Paroissiens de sainct Eustache à Paris. Par M. René Benoist Angevin, Docteur &...  À Paris chez Nicolas Chesneau 1578. Traité sur la nécessité d'édifier temples et églises, précédée d'une adresse à la reine-mère Catherine de Médicis pour la poursuite des travaux de l'église Saint-Eustache à Paris.
- Petit fragment catéchistic d'une plus ample catechese de la magie reprenheible & des Magiciens, 1579[3], Paris, Jean Poupy, 1579.
- Traicté enseignant en bref les causes des maléfices, sortilèges en enchanteries tant des ligatures et nœuds desguillettes, etc., etc, 1579[3], Paris, Jean Poupy, 1579.
- Hevres De Nostre Dame A L'Vsage De Rome : En Latin Et François, Paris, Robinot, 1596.